# هندسة النظم الأرضية وإدارتها
هندسة النظم الأرضية وإدارتها هي مجال يهتم بتحليل وتصميم وهندسة وإدارة النظم البيئية المعقدة. يتداخل مع مجموعة واسعة من المجالات، بما في ذلك علم الإنسان والهندسة وعلوم البيئة والأخلاق والفلسفة.
تهدف هندسة النظم الأرضية وإدارتها بشكل أساسي إلى «تصميم وإدارة النظم البشرية-الطبيعية بطريقة عقلانية ومتكاملة وأخلاقية». تُعتبر هندسة النظم الأرضية وإدارتها مجالًا جديدًا من الدراسات الناشئة التي تأسست في جامعة فرجينيا وكورنيل وغيرها من الجامعات في جميع أنحاء الولايات المتحدة الأمريكية. إن مؤسِّسَي هندسة النظم الأرضية وإدارتها هما برادين ألنبي ومايكل جورمان. يملك مركز أبحاث هندسة النظم الأرضية وإدارتها في المملكة المتحدة في جامعة نيوكاسل برنامجًا هندسي كبيرًا يرأسه الأستاذ الجامعي ريتشارد داوسون.

## مقدمة عن هندسة النظم الأرضية وإدارتها
تستخدم البشرية منذ قرون وحتى الآن الأرض ومواردها الطبيعية للنهوض بالحضارة وتطوير التكنولوجيا. «وكنتيجة للثورات الصناعية وما يرتبط بها من تغييرات في التركيبة السكانية البشرية؛ طورت الأنظمة التقنية والثقافية والاقتصادية الأرضَ التي يسيطر النشاط البشري فيها على ديناميكية وعمل النظم الطبيعية الرئيسية».
تنظر هندسة النظم الأرضية وإدارتها إلى الأرض باعتبارها صنيعة إنسانية. «نحتاج إلى تطوير القدرة على تصميم وإدارة الأنظمة البشرية-الطبيعية بطريقة عقلانية ومتكاملة وأخلاقية من أجل الحفاظ على الاستقرار المستمر لكل من النظم الطبيعية والبشرية، وذلك هو هدف هندسة النظم الأرضية وإدارتها».
طُوّر مفهوم هندسة وإدارة أنظمة الأرض من قبل عدد قليل من الأفراد على مدار السنوات الخمس الماضية؛ أحدهم هو برادن ألنبي. يرى ألنبي أن الأساس الذي بنيت عليه هندسة النظم الأرضية وإدارتها هو فكرة كون «الأرض كما هي الآن تصميم بشري». في الواقع لم تَبقَ أي أنظمة طبيعية في العالم، «لا توجد أي أماكن على الأرض غير خاضعة للسيطرة البشرية. لذا فإن السؤال ليس كما يرغب البعض فيما إذا كان ينبغي علينا أن نبدأ دراسة هندسة النظم الأرضية وإدارتها، لأننا نفعل ذلك منذ فترة طويلة وإن كان ذلك عن غير قصد».
المسألة هي ما إذا كنا سنلتزم بالمسؤولية الأخلاقية للقيام بأعمال هندسة النظم الأرضية وإدارتها بعقلانية ومسؤولية. فهي على عكس العملية الهندسية والإدارية التقليدية، التي تتطلب درجة عالية من المعرفة واليقين حول سلوك النظم ونقطة النهاية المحددة للعملية، بل ستكون هندسة النظم الأرضية وإدارتها في تفاعل مستمر مع الأنظمة كما هي ومعنا نحن البشر ومع ثقافاتنا لتحقيق التغيير والاندماج معًا في المستقبل. تُعتبر هندسة النظم الأرضية وإدارتها مفهومًا جديدًا، لكنها تملك عددًا من المجالات «مثل علم البيئة الصناعي والإدارة التكيفية وهندسة النظم التي يمكن الاعتماد عليها لتحقيق التقدم السريع في تطوير تخصص هندسة النظم الأرضية وإدارتها».
تفترض هندسة النظم الأرضية وإدارتها أن العلوم والتكنولوجيا يمكن أن توفر حلولًا ناجحة ودائمة للمشاكل التي يخلقها الإنسان مثل التلوث البيئي وتغير المناخ. أُطلِق تحدٍّ لهذه الفرضية مؤخرًا في كتاب الحلول التقنية: لماذا لن تنقذ التكنولوجيا البشر أو البيئة، إذ إن كل التحكم والتلاعب التقني يؤدي إلى نتائج سلبية غير مقصودة ولا يمكن تجنبها. ونظرًا للقيود العلمية فمن المستحيل التنبؤ بجميع التأثيرات السلبية لهندسة النظم الأرضية وإدارتها. وبالتالي يمكن اعتبار هندسة النظم الأرضية وإدارتها حلًا تقنيًا خطرًا للغاية يحاول معالجة أعراض الأزمة البيئية الأرضية بدلًا من معالجة الأسباب الأساسية، وهي السلوك البشري مثل الانفجار السكاني والاستهلاك المفرط.

## مواضيع هندسة النظم الأرضية وإدارتها

### الإدارة التكيفية
تُعتبر الإدارة التكيفية جانبًا رئيسيًا من هندسة النظم الأرضية وإدارتها، وهي وسيلة للإدارة البيئية. تفترض وجود قدر كبير من الشك في النظم البيئية، وتؤكد أنه لا يوجد أبدًا حل نهائي لمشكلة أنظمة الأرض. لذلك، بمجرد اتخاذ أي إجراء سيحتاج مهندس النظم الأرضية إلى عمل محاكاة مستمرة مع النظام ومراقبة التغييرات وكيفية تطور النظام. تقبل طريقة رصد وإدارة النظم الإيكولوجية هذه الشك الطبيعي المتأصل من خلال عدم الإيمان بحل وحيد نهائي لمشكلة ما.

### هندسة نظم الأرض
هندسة النظم الأرضية هي استخدام أساليب تحليل النظم لفحص المشاكل البيئية. يوجد العديد من مجموعات البيانات وأصحاب المصلحة والمتغيرات عند إجراء تحليل النظم البيئية المعقد، لذلك من المناسب معالجة مثل هذه المشكلات باستخدام طريقة تحليل النظم. توجد في الأساس ستُّ مراحل رئيسية لدراسة النظام بشكل صحيح. كما يلي:
1. تحديد أهداف النظام.
2. وضع معايير لتصنيف الحالات البديلة.
3. تطوير حلول بديلة.
4. ترتيب الحالات البديلة.
5. تكرار العملية.
6. بدء العمل.

يتضمن جزء من عملية تحليل النظم تحديد أهداف النظام. تشمل المكونات الرئيسية لتطوير الأهداف تطوير سيناريو وصفي وسيناريو معياري وسيناريو انتقالي. قال غيبسون في عام 1991: يصف السيناريو الوصفي «الموقفَ كما هو، ويخبرنا كيف ستكون النتيجة في النهاية». جزء مهم آخر من السيناريو الوصفي هو كيف «يشير إلى الميزات الجيدة والأمور غير المقبولة في الوضع الراهن». يعرض السيناريو المعياري بعد ذلك النتيجة النهائية أو الطريقة التي يجب أن يعمل بها النظام في ظل ظروف مثالية بمجرد اتخاذ قرار العمل. يشمل السيناريو المعياري المتعلق بنهج النظم الأرضية تحليلًا أكثر تعقيدًا، إذ يتعامل مع أصحاب المصلحة ما يؤسس لمنطقة مشتركة لتبادل الأفكار بشكل حر والتوصل إلى حل يمكن من خلاله استعادة النظام لوضعه الأساسي أو تعديله إلى المدى المناسب تمامًا. يأتي أخيرًا السيناريو الانتقالي مع بدء العملية الفعلية لتغيير النظام من حالة وصفية إلى حالة معيارية. لا يوجد في كثير من الحالات حل نهائي وحيد. عادةً ما تحدث عملية تكرار مع تغيير المتغيرات والمدخلات ليتطور النظام مع التحليل.

### العلوم البيئية
يُعتبر فهم كيفية سير العمليات الطبيعية عند فحص النظم البيئية المعقدة حاجة أساسية بالنسبة لمهندس أنظمة الأرض. ويُعتبر التدريب في مجال العلوم البيئية عاملًا حاسمًا لفهم التأثيرات المحتملة غير المقصودة وغير المرغوب بها لتصميم النظم الأرضية المقترحة. وأيضًا تعتبر المواضيع الأساسية مثل دورة الكربون أو دورة المياه عمليات محورية أساسية يجب فهمها.

### الأخلاقيات والاستدامة
تفرض المسؤولية الاجتماعية والأخلاقية والمعنوية على مهندس النظم الأرضية إدارة أطراف المصلحة في النظام الطبيعي الذي يُصمّم للتوصل إلى سيناريو موضوعي ومعياري متعدّد. «هندسة النظم الأرضية وإدارتها هي سياق ثقافي وأخلاقي». من المتوقع أن يدرس مهندس النظم الأرضية الآثار الأخلاقية للحلول المقترحة.
«يتطلب مفهوم الاستدامة البيئية أن نسأل أنفسنا كيف سيؤثر كل تفاعل مع البيئة الطبيعية على أطفالنا وكيف سيرونه في المستقبل. هناك وعي متزايد بأن عملية التنمية إذا تُركت تسير لوحدها يمكن أن تسبب أضرارًا بيئية لا رجوع عنها، وأن الإضافة الناتجة عن الإنسان ورفاهيته قد تكون سلبية جدًا، إن لم تكن كارثية». من خلال أخذ هذه الفكرة بعين الاعتبار، يصبح لدينا هدف جديد لتنمية البيئة المستدامة. تُعتبر التنمية المستدامة جزءًا مهمًا لتطوير حلول مناسبة للمشاكل البيئية المعقدة من خلال هندسة النظم الأرضية وإدارتها.

### علوم البيئة الصناعية
تنص علوم البيئة الصناعية على أن العمليات الصناعية الرئيسية تحتاج إلى التحول من أنظمة الحلقة المفتوحة إلى أنظمة الحلقة المغلقة (الدائرية). وذلك في الأساس هو إعادة تدوير النفايات لإنتاج منتجات جديدة، إذ يقلل من النفايات ويزيد من فعالية الموارد. تسعى هندسة النظم الأرضية وإدارتها إلى تقليل تأثير العمليات الصناعية على البيئة، وبالتالي فإن فكرة إعادة تدوير المنتجات الصناعية مهمة بالنسبة لهندسة النظم الأرضية وإدارتها.